# Tokaji járás
A Tokaji járás Borsod-Abaúj-Zemplén vármegyéhez tartozó járás Magyarországon, amely 2013-ban jött létre. Székhelye Tokaj. Területe 255,80 km², népessége 13 293 fő, népsűrűsége 52 fő/km² volt a 2012. évi adatok szerint. Egy város (Tokaj) és 10 község tartozik hozzá.
A Tokaji járás a járások 1983-as megszüntetése előtt is létezett, 1952-ben szűnt meg. Az 1950-es megyerendezésig Zemplén vármegyéhez tartozott, azután Borsod-Abaúj-Zemplén megyéhez, és székhelye az állandó járási székhelyek kijelölése (1886) óta végig Tokaj volt.

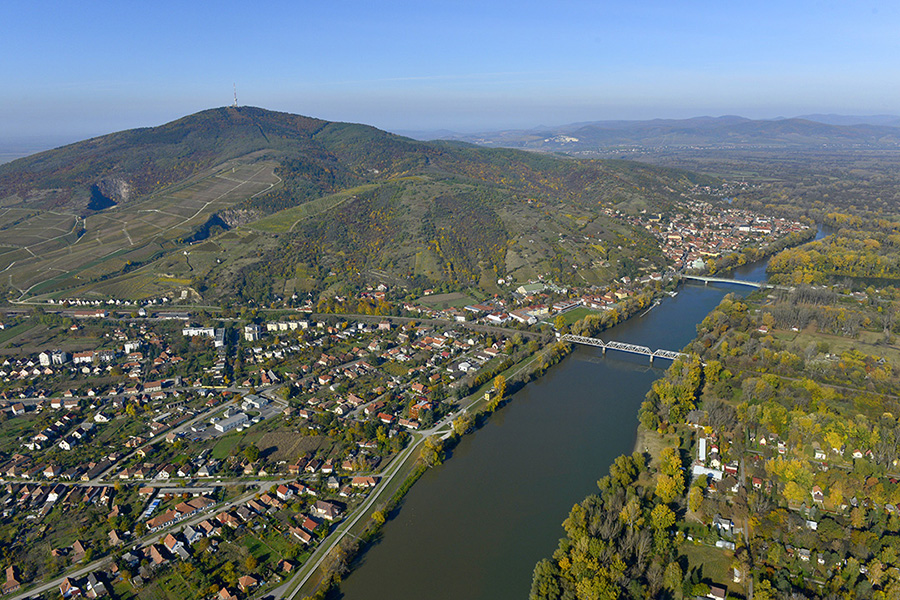
A Kopasz-hegy légi felvételen

## Települései
| Település       | Rang (2013. július 15.) | Kistérség (2013. január 1.) | Népesség (2012. január 1.) | Terület (km²) |
| --------------- | ----------------------- | --------------------------- | -------------------------- | ------------- |
| Tokaj           | járásszékhely város     | Tokaji                      | 4 839                      | 28,2          |
| Bodrogkeresztúr | község                  | Tokaji                      | 1 107                      | 29,88         |
| Bodrogkisfalud  | község                  | Tokaji                      | 836                        | 14,67         |
| Csobaj          | község                  | Tokaji                      | 702                        | 19,59         |
| Erdőbénye       | község                  | Tokaji                      | 1 018                      | 45,79         |
| Szegi           | község                  | Tokaji                      | 296                        | 9,05          |
| Szegilong       | község                  | Tokaji                      | 203                        | 6,94          |
| Taktabáj        | község                  | Tokaji                      | 575                        | 16,82         |
| Tarcal          | község                  | Tokaji                      | 2 824                      | 53,72         |
| Tiszaladány     | község                  | Tokaji                      | 670                        | 22,21         |
| Tiszatardos     | község                  | Tokaji                      | 223                        | 8,93          |